# Plenasium zeylanicum
Plenasium zeylanicum là một loài dương xỉ trong họ Osmundaceae. Loài này được A.E.Bobrov mô tả khoa học đầu tiên năm 1967.
Danh pháp khoa học của loài này chưa được làm sáng tỏ. 